# Ихлов, Борис Лазаревич
Борис Лазаревич Ихлов (род. 30 апреля 1956, Пермь) — советский и российский общественный и политический деятель, публицист, руководитель Общественно-политического объединения «Рабочий» (ОПОР). С 1996 года главный редактор журнала «Взгляд». С 1999 г. лидер партии “Новые левые”.

## Биография
По матери русский (мать - Ихлова Зоя Александровна, урожденная Спешилова, 1921 года рождения; отец - Ихлов Лазарь Абович, 1908 года рождения, еврей, выпускник МХТИ; родители разошлись в 1972-м; дед Александр Ильич Спешилов в 1939 году получил орден Трудового Красного знамени, дружил с Д. Ф. Устиновым). До 1962 года участвовал в движении юных коммунаров. Школьником занимался в пермской телестудии, участвовал в ряде телевизионных спектаклей и в первом художественном фильме пермской телестудии, за что был премирован путевкой в Артек.
В 1966 году снялся в фильме «Три с половиной дня из жизни Ивана Семёнова — второклассника и второгодника» в роли Кольки Веткина. С 1972 по 1989 год состоял в Обществе трезвости. В 1973 году закончил физматшколу №9, а также школы юных физиков и биологов, и с отличием школу юных химиков при Пермском госуниверситете, также с отличием - музыкальную школу №2. В школе №9 возглавлял шефский сектор в комитете ВЛКСМ, однако, подвергнув критике деятельность областного руководства ВЛКСМ был исключен из комитета комсомола.
В 1978 году окончил Пермский государственный университет, отделение теоретической физики физического факультета, по диплому имел первый балл на курсе, позднее (в 1984) поступил в аспирантуру МГУ, которую закончил (на кафедре теоретической физики физического факультета) в 1987-м с предоставлением диссертации «Хиггсовский вакуум в теории гравитации». После аспирантуры устроился работать в Пермском политехническом институте, работал на кафедре общей физики. Ранее, по окончании вуза был распределен в лабораторию органических полупроводников Естественно-научного института (ЕНИ) при ПГУ, в 1980 году перешел в лабораторию радиоспектроскопии ЕНИ ПГУ, в 1982 году получил звание младшего научного сотрудника и был переведен в лабораторию радиобиологии ЕНИ ПГУ.
Заинтересовался политикой и в 1983 году участвовал в создании подпольной леворадикальной организации «Группа продлённого дня» в Перми (с 1984 он - в ее новообразованном московском филиале). В 1986 году ГПД преобразовалась в «Союз коммунистов», одним из лидеров которого стал Борис Ихлов. В 1987 допрашивался в КГБ.
Когда окончил аспирантуру, до защиты диссертации допущен не был в связи со своей политической деятельностью. По той же причине в 1988 году дважды был уволен с работы в Пермском политехническом.
В 1989 году стал председателем Пермского Рабочего союза, в который преобразовался легализованный «Союз коммунистов».
В 1992 году стал членом исполкома Общественно-политического объединения «Рабочий». В 1999 вошел в правление Общероссийского политического общественного движения "Новые левые".
Преподавал в разных вузах; также работал сторожем, коммерсантом, журналистом, репетитором.
Печатался в различных изданиях ("Пастор Шлаг", № 1(12), 1992, стихи из сборника "Черновики"), в том числе США и Аргентины. Сторонник теории госкапиталистической природы СССР.
Евгений Ихлов ("проамериканский ультраправый") - родственник. Принципиально холост. Имеет 1-й разряд по шахматам. Дети: Анна, с 1996-го - в Израиле, в 2012-м скончалась, Александра, Мария (с 1996-го в Израиле), Виктор, Анастасия.

## Книги
- Очерки современного рабочего движения на Урале. Пермь, 1994
- Восстание элит. Б.м., б.г.
- Б. Л. Ихлов «Террор, национальный вопрос и глобализация», Пермь, Библиотека политобъединения «Рабочий», 2014 год - 277 стр.